# 1-بروبانول
1- بروبانول أحد الكحولات ويكون الكحول أولياً إذا كانت مجموعة OH على أول ذرة كربون في الكحول. ويسمى الكحول حينئذ (1 ـ الكانول) .
CH3CH2CH2OH.
البروبانول: يعرف أيضًا باسم الكحول البروبيلي ، ويحتوي على مجموعة واحدة من الهيدروكسيل
- الصيغة الكيميائية: C3H8O.

وهنالك صورتان للبروبانول يعرفان بالمتماكبات.
- والمتماكبات مركبات كيميائية تحتوي على أنواع وأعداد متماثلة من الذرات ولكنها مختلفة من حيث التركيب الجزيئي ، وبالتالي من حيث الخصائص الكيميائية والفيزيائية.
- فمثلا يغلي أحد مماكبات البروبانول المعروف باسم البروبانول العادي أو 1ـ بروبانول أو الكحول البروبيلي العادي عند 98°م ويتجمد عند - 126°م.
- أما المماكب الآخر المعروف باسم الآيسوبروبانول أو 2ـ البروبانول أو الكحول الآيسوبروبيلي فيغلي عند 83°م ويتجمد عند -88°م،

## الخواص الكيميائية
- تتميز الرابطة بين الأوكسجين والهيدروجين في مجموعة الهيدروكسيل بالقطبية وبذلك تنعكس هذه الخاصية على خواص الكولات :
- تغلي الكحولات عند درجات غليان عالية مقارنة بالهيدروكربونات المطابقة ويعزى الارتفاع في درجة الغليان لتكوين روابط هيدروجينية بين الجزيئات مع بعضها البعض
- تذوب الكحولات البسيطة في الماء وتقل الذوبانية بازدياد الوزن الجزيئي

## التحضير
يصنع البروبانول العادي تجاريا من الإثيلين والغاز الاصطناعي وهو خليط من الهيدروجين وأول أكسيد الكربون في وجود حفاز هو الروديوم أو الكوبالت ، يستخدم الكحول البروبيلي في تحضير مواد كيميائية أخرى ، كما يستخدم مذيبًا للمواد اللاصقة المعروفة باسم الراتينج ،
ينتج الآيزوبروبانول بتفاعل غاز البروبيلين وهو أحد مكونات خام البترول مع الماء في وجود فلز أو حامض بمثابة حفاز ، ويستخدم أساسًا في إنتاج الأسيتون (وهو مذيب صناعي معروف) كما يُستخدم للتنظيف وفي صناعة مستحضرات التجميل ومحاليل الغسيل.
.
H2C=CH2 + CO + H2 → CH3CH2CH=O
CH3CH2CH=O + H2 → CH3CH2CH2OH

## تفاعلات الكحولات
- 1/ حمضية الكحولات (تكوين الأملاح)

نجد إن الكحول يشبه الماء في تركيبه ، لذلك يتفاعل مع فلزات المجموعة الأولى والثانية في الجدول الدوري ولكن بسرعة ابطا مقارنة بتفاعل الماء.
- 2/ تفاعل الكحولات مع هاليدات الهيدروجين

عند تفاعل الكحولات مع هاليدات الهيدروجين تتكون هاليدات الالكيل، ويتم التفاعل في وجود الحمض ونجد أن فاعلية الكحولات تجاه هاليدات الهيدروجين تكون كالأتي :الاولية ˃ الثانوية ˃الثالثية.
فالكحول الثالثي يتفاعل مع حمض الهيدروكلوريك المخفف عند درجة حرارة الغرفة ، أما الكحول الأولي لا يتفاعل إلا مع حمض الهيدروكلوريك المركز مع التسخين.
- 3/ انتزاع الماء من الكحولات

يتم انتزاع الماء من الكحول لتكوين الالكين المقابل وذلك عند درجات حرارة عالية وبوجود تركيز عالي من حمض مثل الكبريتيك 0 ونجد أن الكحول الثالثي يتفاعل بسرعة أكثر مقارنة بالثانوي والأولي.
4/تكوين الاسترات

## قراءات اضافية
1. Furniss, B. S.; Hannaford, A. J.; Smith, P. W. G.; Tatchell, A. R. (1989)، Vogel's Textbook of Practical Organic Chemistry (ط. 5th)، Harlow: Longman، ISBN:0-582-46236-3{{استشهاد}}:  صيانة الاستشهاد: أسماء متعددة: قائمة المؤلفين (link)
2. CRC Handbook of Chemistry and Physics, 87th الطبعة (ط. 87). TF-CRC. 26 يونيو 2006. ISBN:0-8493-0487-3. {{استشهاد بكتاب}}: الوسيط غير المعروف |المحرر-الأخير= تم تجاهله (مساعدة) والوسيط غير المعروف |المحرر-الأول= تم تجاهله (مساعدة)
3. Maryadele J. O'Neil، المحرر (3 نوفمبر 2006). The Merck Index: An Encyclopedia of Chemicals, Drugs, and Biologicals (ط. 14). Merck. ISBN:0-911910-00-X.
4. Perkin، W. H.؛ Kipping، F. S (1922). Organic Chemistry. London: W. & R. Chambers. ISBN:0-08-022354-0. مؤرشف من الأصل في 2008-12-13.

## وصلات خارجية
- International Chemical Safety Card 0553
- NIOSH Pocket Guide to Chemical Hazards